# Közúti közlekedés a középkorban
A közúti közlekedés fejlődése a Római Birodalom bukásával lezárult. A nagyarányú útépítés Európa területén megszűnt. A kis feudális hercegségek  nem voltak képesek nagy kiterjedésű úthálózatokat fenntartani az állandó háborúskodásaik miatt. A középkori forgalom csak a városok és a környező falvak közt bonyolódott le. A távolsági szállítás szinte megszűnt, a régi római utak tönkrementek.
Az ókori közúthálózatokról az ókori közlekedés című szócikkben lehet részletesebben olvasni.

## Fejlődése
Ahol erős központi államhatalom állott fenn, ott volt számottevő távolsági közúti forgalom. Keleten a kalifák birodalmában, nyugaton Nagy Károly kísérelte meg 800 környékén a római úthálózatot helyreállítani amikor a frank világbirodalmat létrehozta. Az utak és a hidak fenntartását az illetékes földbirtokosok és községek kötelességévé tette. Természetesen a földbirtokosok ezt átterhelték a jobbágyokra. Ezt követően azután évszázadokon keresztül a jobbágyoknak kellett erről gondoskodnia.
A népvándorlás idején az út és hídépítés tudománya csaknem elfelejtődött. Ebben szerepe volt annak, hogy a római útépítésben a nagy tömegű  hadsereg gyalogsága vett részt békeidőben, míg a középkori seregekben javarészt lovasság szolgált. Ehhez pedig nem kellett útépítés. Másik akadályozó oka a földesurak vámszedési és út kísérési joga, a fel- és lerakodási jogok rendszerének kifejlődése volt. Hírhedt jog volt a Gründrührrecht (talajérintkezési jog). Ami a kocsiról leesett az el is veszett. (Régi orosz közmondás) A kereskedőket ezenkívül útkényszer is terhelte. Eszerint a kereskedő bizonyos helyek elérése érdekében, köteles volt meghatározott útvonalakat használni, még akkor is, ha volt jobb, illetve közelebbi útvonal.
Az utak biztonsága is megszűnt. Rablók és rablólovagok leselkedtek az utasokra. Emiatt a kereskedők csoportosan indultak útnak és fegyveres kísérőket alkalmaztak. Ebből fejlődött ki a kíséreti jog. A IV. századtól kezdve a kereskedők császári védelemben részesültek. Kísérőlevelet kaptak, gyakran az egyház is adott ki ilyeneket, ezért pedig illetéket kellett fizetni. A törvény jogot adott arra, hogy a kereskedők, a védelmükben egy kardot vihessenek magukkal a nyeregre erősítve.
A középkor elején elterjedt szokás lett az utazás.

### Úthálózatok a középkorban
A keresztes háborúk idején bővült a Kelettel való kereskedelem. Ez fejlesztette a hajózást, de a szárazföldi utakat is. Elkezdték használni az Alpokon keresztülvezető utakat. Új közúti központok keletkeztek: Nürnberg, Hamburg, Lübeck, Bréma kikötővárosokban (Hanza-városok, nyugat felé Elzász-Lotaringiába, Hollandiába, délkeletre Ausztriába, és Magyarország felé. Az európai közutak rossz állapotával szemben Amerikában Peruban és Mexikóban a 13 és a 14 között jelentős úthálózatokat építettek ki. Az inkák évtizedes háború során kiépítették birodalmukat Dél-Amerikában a rómaiakhoz hasonló útrendszert hoztak létre. A kereket nem találták fel, kocsijaik nem voltak, ezért a teherhordásra a lámát és magukat használták. Ezért útjaik keskenyebbek, egyszerűbbek voltak, hegyekre lépcsőkön kapaszkodtak fel. Ennek ellenére kitűnően szervezett posta- és hírszolgálatuk volt. A kereskedelmi forgalom élénk volt.
Az inkák úthálózatának gerincét két 7000 km hosszúságú, észak-dél irányú, párhuzamosan haladó út alkotta. Az egyik a Kordillerák és a tenger közötti síkságon , a másik a hegyeken keresztül vezetett, ahol sok hídat kellett létesíteni. Az úttest vastag zúzott kő rétegből, gondosan illesztett kőlapokkal.  Számos helyen a sziklába vágták. A hídjaik lebegő áthidalások voltak, amelyek tartóit fűzfafonatokból és rájuk deszkapallókat helyeztek. Építettek hidakat, kőhídfőkre támaszkodó fagerendákkal is.
Eközben XI. Lajos Franciaországban megszervezte a postaszolgálatot, ami az útépítésre is hatott.  A közutak mentén megjelentek a postaállomások, ahol lovakat lehetett váltani. Később magánszemélyeket is szállítottak, sőt fogatokat bérelhettek. Ezután – a törökök által nem megszállott területeken Németországban, Ausztriában és Magyarországon kiépült az állami postaszolgálat. Először leveleket, csomagokat szállítottak, majd később teljesen berendezkedtek a közforgalmú személyszállításra.
Az útépítésben Franciaország járt elől. A 16. században építették az első műutat Párizs és Orléans közötti 256 km hosszúságban. XIV. Lajos idején néhány évtized alatt 4.000 km épül az országban.  A 18. század közepén itt épült meg a világ első műszaki egyeteme: a híd- és útépítő iskola. Az európai műút-építés  „fénykora” I. Napóleon idején indult be. Ezek az utak valójában katonai célokat szolgáltak, és nem csak Franciaországban, hanem a környező nyugat-európai országokban is megépültek.

### A kocsi
A középkorban az első időkben  egyszerű, nyitott szekereket  használtak, amelyeket nagy teherbírású ökrökkel vontattak. A 15. századtól kezdték befedni azokat, a személyszállítás miatt.
A személyszállításra, valóban alkalmas járművet: a kocsit Magyarországon, a Komárom megyei Kocs községben készítették. A kocsi az egyike kevés szavunknak, amely a nyugat-európai nyelvekbe átkerült. (németül:Kutsche, angolul:coach) E kocsi szekrénye már szíjakon, vagy köteleken függött, s így a rossz utakon nem érezték a kerekek döccenéseit. Ez a jármű egész Európában elterjedt.
A kocsi továbbfejlődése a 17. századra datálható. A jobb kormányozhatóság miatt az első kerekeket kisebbre készítették, hogy a fordulókban, a kocsiszekrény alá fordulhassanak. 1700 körül Berlinben négyüléses, rugózott kocsikat készítettek (berlinerek) Ekkortól  lett a kocsibak is. (Addig a lovakat a kocsin ülők egyike hajtotta, vagy a kocsis az egyik lovon ült.) A harmincéves háború után szabályozták, hogy ki hány lovat fogathat be. (Nemes  emberek 4, a grófok, hercegek 6, uralkodóház tagjai 8 ló)
A bérfuvarozás első nyomait Párizsba láthattuk. Givry nevezetű francia polgár kapott rá szabadalmat, hogy kétkerekű egylovas kocsikat járathasson.

### A közutak Magyarországon
Az ország északi, nyugati  és egyes keleti részein, ahol a hegyes vidékeken lehetett követ találni az útépítéshez, ott jobb volt a közlekedés. Az Alföldön, a Duna–Tisza közén nem volt használható út.
Széchényi A Hitel című munkájában így irt erről:

„Az Ország sok tájékin zsíros, fekete vagy ragadó agyag földeken ásatik 5-6 ölre egymástúl közegyenleg két mély árok, s az áldott termékeny föld árkok közé domboltatik fel…. a ’ munkások’ képzeletek szerint országutat készítenek , melly minden tréfán kivül hazánkban, sok helyen búza alá alkalmasabb lenne, mint utazók s társzekerek számára … a’ magasb töltésnek  közönségesen csak azon haszna szokott lenne, hogy a’ kocsi melly dűl, ’s az utazó benne kékebbre üti testét, - a’ domború út pedig arra hasznos, hogy a’ ráhányt föld mélyebb, a’ sár nagyobb ’s így a süllyedés bizonyosb. ”

– Széchenyi István, A Hitel

A rossz utak, a nemesi előjogok a posta kialakulását hátráltatták. A vasút előtti időkben háromfajta postakocsi járat volt.
- gyorsposta – utasokat, leveleket, csomagokat vitt,
- lassúbb postaszekér – az értékesebb áruk mellett ugyancsak szállított utasokat,
- postai társzekér – kizárólag áruszállítási célokra.

A gyorsposta csak két helyen közlekedett. Buda és Bécs között 30 órás úttal, Pozsonyból Bécsbe 6 óra alatt. A postás szekerek is csak nyolc irányban közlekedtek, volt olyan is mely csak két hetente járt. A társzekér útja Budáról Bécsbe 57 órát vett igénybe. A rossz utakon kívül a nemesi önkény is sokat ártott a postának. Megtörtént, hogy a földesúr órákig váratta a postakocsit a révnél.
Magyarországon 1848-ban összesen 2300 km kiépített közúthálózat volt. 26 vármegyében egyáltalán nem volt közút. Rendszeresen gondozott utakról csak a vasút építések megindulásával és a közutak állami kezelésbe vételével a 19. század közepétől lehet beszélni.